# Gordon Matta - Clark
Gordon Matta-Clark (Nova Iorque, 22 de junho de 1943 – Nova Iorque, 27 de agosto de 1978) foi um artista estado-unidense mais conhecido por seus trabalhos de arte em locais específicos que fez na década de 1970. É famoso por seu "building cuts," uma série de trabalhos em edifícios abandonados nos quais ele removia partes do piso, teto e paredes dos andares.

## Vida e Obra
Os pais de Gordon Matta-Clark eram artistas: o pintor surrealista chileno Roberto Matta e a estado-unidense Anne Clark.